# Ezequiel (escriptor)
Ezequiel (Ezekielus, Ἐζεκιῆλος) fou l'escriptor d'un llibre titulat ἐξαγωγή, que normalment és esmentat com una tragèdia, però sembla també una història mètrica dramatitzada amb vers iàmbic, imitant les tragèdies gregues. El tema era l'Èxode jueu. L'autor era probablement israelita de raça i jueu de religió, però escrivia en grec i no en hebreu. Va viure a la cort dels Ptolemeus al segle ii aC. Eusebi (Praep. Evang. 9.28, 29), Climent d'Alexandria (Strom. 1. p. 344, fol.) i Eustaci (ad Hexaëm. p. 25) van preservar alguns fragments de la seva obra.